# Nejiko Suwa

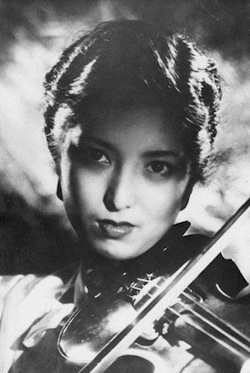
Suwa Nejiko, 1945

Suwa Nejiko (japanisch 諏訪 根自子, * 23. Januar 1920 in Tokio, Japanisches Kaiserreich; † 6. März 2012 in Tokio, Japan) war eine japanische Violinistin. Sie erlangte als Wunderkind Berühmtheit. 1943 erhielt sie von Joseph Goebbels eine Stradivari, deren Herkunft bis heute mit einer Kontroverse verbunden ist.

## Leben und Werk
Suwa begann im Alter von drei Jahren Geige zu spielen und lernte bei Nakajima Tazuruko. Ein Jahr später begann sie mit dem Unterricht bei Nakajimas Mentorin Anna Ono. 1929 trat sie bei dem Konzert der Schüler von Anna Ono auf und erhielt begeisterte Kritiken. Ab 1930 studierte sie bei Alexander Mogilevsky. Ihr Debütkonzert gab sie mit Mogilevskys Frau Nadezhda Nikolaevna, Herzogin von Leuchtenberg de Beauharnais, am Klavier.
Im Januar 1936 ging sie nach Belgien und studierte bis Januar 1938 bei Emile Chaumont. Anschließend studierte sie bei Boris Kamensky in Paris und gab ihr europäisches Debüt am 19. Mai 1939 im Salle de Chopin. Als der Zweite Weltkrieg ausbrach, blieb sie in Paris und arbeitete mit dem Orchestre Lamoureux unter der Leitung von Jean Fournet.

## Zeit in Deutschland

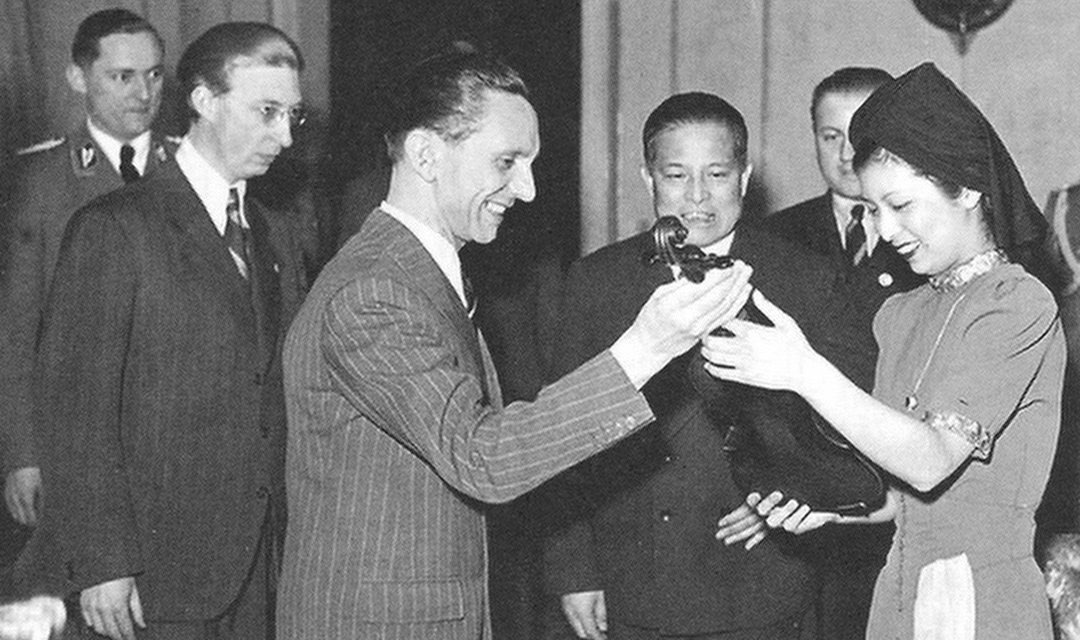
Propagandaminister Joseph Goebbels überreichte Nejiko Suwa am 22. Februar 1943 eine Geige, bei der es sich angeblich um eine Stradivari handelte

Der damalige japanische Botschafter in Deutschland Ōshima Hiroshi und seine Frau fanden Gefallen an der in Paris lebenden Geigerin Suwa und entwickelten die Idee, Konzerte mit ihr zu veranstalten, um so die Beziehungen zwischen Japan und Deutschland zu stärken. Um 1942 reiste Suwa nach Deutschland.
Am 24. Februar 1943 berichtete die japanische Zeitung Asahi unter Berufung auf ein Telegramm aus Berlin, dass der deutsche Propagandaminister Joseph Goebbels die japanische Geigerin am 22. Februar empfangen und ihr persönlich eine Stradivari für ihre Verdienste als Spielerin für die deutschen Truppen überreicht hatte. Das Instrument, so berichtete die Zeitung, wurde 1722 gebaut. Die Nachricht war sogar in einer Nachrichtenübersicht für die deutschen Truppen erwähnenswert. Mit dieser Violine spielte sie am 19. Oktober 1943 das Violinkonzert von Johannes Brahms mit den Berliner Philharmonikern unter Hans Knappertsbusch.
In den folgenden Monaten reiste Suwa in deutsche Städte, gab Konzerte der Deutsch-Japanischen Gesellschaft und spielte für deutsche Soldaten. Nach der Landung der Alliierten in der Normandie im Juni 1944 wurde sie mit anderen japanischen Bewohnern von Paris nach Berlin evakuiert. Nach der Kapitulation Deutschlands im Mai 1945 kehrten die Mitarbeiter der Auslandsvertretungen Japans zusammen mit einem Teil der Japaner, die im Ausland gelebt hatten, darunter auch Suwa, nach einer Zeit der Internierung in Österreich und in den Vereinigten Staaten im Dezember 1945 nach Japan zurück.

## Nachkriegszeit

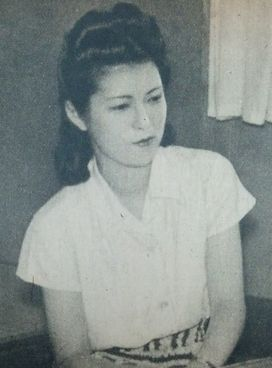
Suwa Nejiko, 1948

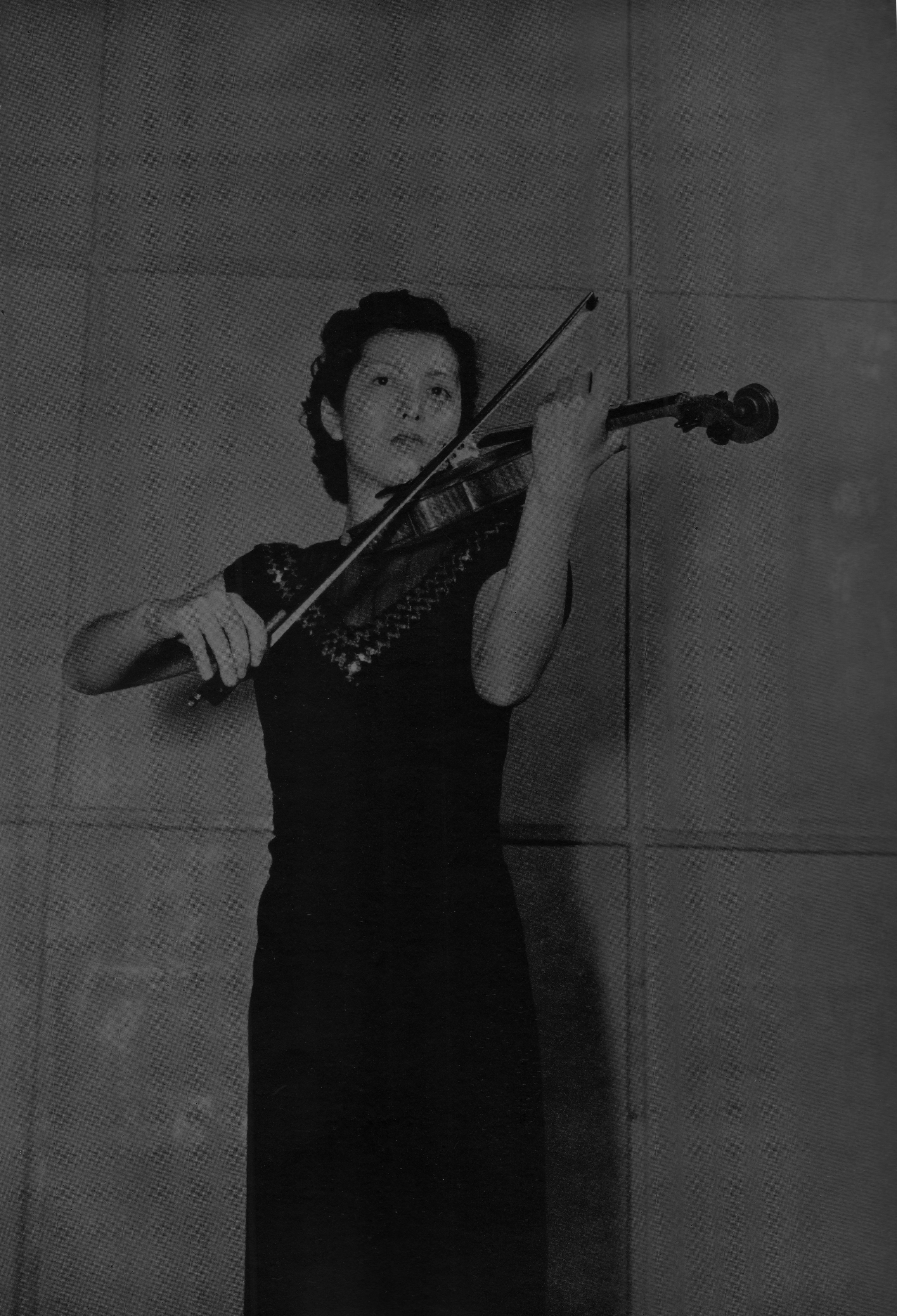
Suwa Nejiko, 1951

Suwa begann im Herbst 1946 wieder Konzerte in Japan zu geben. 1951 kehrte sie nach Amerika zurück, um bei einem Benefizkonzert in der Hollywood Bowl aufzutreten. Die Presse in Los Angeles bezeichnete sie als ersten japanischen Musikstar, der seit der Unterzeichnung des Friedensvertrags amerikanischen Boden betrat, der nach langwierigen Verhandlungen eine Woche zuvor von 49 Nationen unterzeichnet worden war. 200 Musiker und Stars von Bühne, Film, Fernsehen und Radio, darunter Benny Goodman, Lionel Barrymore und André Previn traten in dem Konzert auf, welches Bob Hope leitete. Sie spielte vor einem amerikanischen Publikum ein Stück, das sie als Zehnjährige in Tokio aufgeführt hatte, das Konzert in e-Moll von Felix Mendelssohn Bartholdy, einem Komponisten, dessen Werke von den Nationalsozialisten verboten worden waren.
1968 heiratete sie Ôga Shôshirô und zog mit ihm nach Köln, wo er 1969 Gründungsdirektor des
Japanischen Kulturinstituts wurde. Suwa und Mitsuko Uchida spielten bei der Eröffnungszeremonie am 2. September.
1981 veröffentlichte sie eine Schallplatte mit allen Sonaten und Partiten für Solovioline von Johann Sebastian Bach, die zwischen 1978 und 1980 aufgenommen worden waren. 1983 gab sie nach 23 Jahren erneut ein Konzert. 1985 nahm sie mit Tanaka Sonoko am Klavier Ludwig van Beethovens Frühlings- und Violinsonate Nr. 9 auf. Beide Aufnahmen wurden 1994 auf CD neu aufgelegt, wodurch sie kurzzeitig wieder in die Schlagzeilen geriet.
Suwa verstarb 2012 im Alter von 92 Jahren in ihrem Haus in Tokio an den Folgen eines Hirninfarkts.